# Azaplı
Azaplı är en ort i Azerbajdzjan.   Den ligger i distriktet Tovuz Rayonu, i den västra delen av landet, 400 kilometer väster om huvudstaden Baku. Azaplı ligger 570 meter över havet och antalet invånare är 1 592.
Terrängen runt Azaplı är kuperad åt sydväst, men åt nordost är den platt. Runt Azaplı är det ganska tätbefolkat, med 108 invånare per kvadratkilometer.. Närmaste större samhälle är Ash-Kushchu, 4,0 kilometer norr om Azaplı.
Trakten runt Azaplı består till största delen av jordbruksmark.